# Tiberius Coruncanius
 (mai 2013).
Si vous disposez d'ouvrages ou d'articles de référence ou si vous connaissez des sites web de qualité traitant du thème abordé ici, merci de compléter l'article en donnant les références utiles à sa vérifiabilité et en les liant à la section « Notes et références ».
Tiberius Coruncanius, fils de Tiberius, plébéien, est un homme politique et religieux romain.
Il fut consul en 280 av. J.-C. Il fut envoyé pour mener la guerre contre les Étrusques, et les vainquit brillamment.
En 254 av. J.-C., il est le premier plébéien à être élu pontifex maximus à Rome.
Il peut être considéré comme le premier des jurisconsultes, puisqu'il est le premier à faire des consultations juridiques : des plaideurs qui ne connaissent pas le droit romain viennent le voir, et il les conseille sur les règles de droit applicable. C’est ainsi que se développe une science du droit. Les consultations juridiques se multiplient, et c’est la pratique de ces dernières qui va donner naissance à une science du droit, une science qui va bientôt dépasser le cadre du collège des pontifes car les candidats à des magistratures, pour se constituer des clientèles électorales, vont eux aussi se mettre à donner des consultations.